# ゲラ (アラビア半島の古代都市)

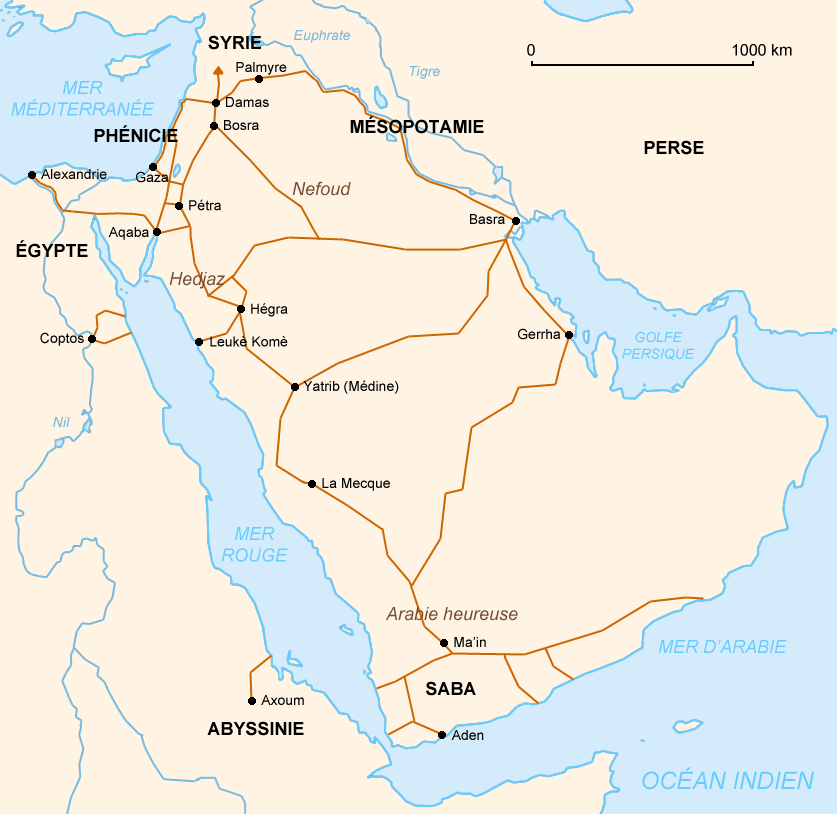
1世紀ころのゲラと周辺の交易路。

ゲラ（Gerrha、アラビア語: هجر）は、ペルシア湾の西岸、東アラビア（後のバーレーン）に、かつて存在していた古代の都市。

## 歴史
ゲラが成立する前、この地域は、紀元前709年にアッシリア帝国に征服されたディルムン文明に属していた。ゲラは、概ね紀元前650年から紀元300年にかけて、アラブ人の王国の中心地となっていた。紀元前の一時期には、ペルシア湾岸の中継商人の拠点として名高かったとされている。紀元前205年から紀元前204年にかけて、セレウコス朝のアンティオコス3世の攻撃を受けたが、これに耐えたとされている。ゲラがいつの時点で衰亡したかは、今では分かっていないが、紀元300年ころ以降、一帯はサーサーン朝ペルシアの支配下に入った。

## ストラボンの記述
ストラボンは、ゲラについて「金銀で作られた、可愛らしい道具、一族の象徴である金細工、正しい (Qawa'im) 三角形、飲み物に用いるグラス、もちろんのこと、扉、壁、屋根を備えた大きな家々には、色鮮やかな品々、金銀、聖なる石などがいっぱいある」と記している。

## 位置と語源
古代ギリシアの人々には、東アラビア（現在のアハサー地方）は、その中心都市の名からゲラとして知られていた。ゲラは、アラビア語で、現在のフフーフを指した「ハガル (Hagar)」が変化したものであり、フフーフには古代のバーレーンで最大の都市があり、バーレーンの地域自体もヘレニズム期にはハガル、ないし、ゲラとして知られていた）。英語では、「hajar hofuf」、「hagar hasa」、「hagara」とも綴られる。ハガル（ゲラ）は、西アラビアのアル＝ヒジュル（Al-Hijr、al-Hegra、Hegra とも。現在のマダイン・サーレハ）や紅海に近いアル＝ウラと紛らわしいので混同しないよう注意を要する。日本語では、「ジャルア」などとも表記される。
アル＝ハムダニによれば、「ハガル」の原義は、「大きな村」を意味するヒムヤル語 であり、Hakar に由来しているという。
ゲラの町は、9世紀末にイスラム教カルマト派によって破壊され、30万人ともいわれた住民は全員が虐殺された。
ゲラの町があった場所は、現在のフフーフに近い、ペルシア湾岸から2マイル (3.2 km)ほど離れたところである。ただし、正確な場所は未詳とされている。研究者アブドゥルカリク・アル・ジャンビ (Abdulkhaliq Al Janbi) が著書で述べている説によると、ゲラはおそらくは古代都市ハジャル (Hajar) のことであり、現在のサウジアラビアのアル＝アーサに位置していたと推定されている。アル・ジャンビの説は、現代の研究者の間では最も広く受け入れられているが、難点もあり、60kmも内陸に位置するアル＝アーサが交易路の起点となっていたとは考えにくいため、別の可能性として、現在のバーレーン王国の一部であるアラビア湾内の島々、特に、バーレーン島にその場所を求める説もある。

## ゲラの住民の起源
ゲラはアラビア半島に位置しており、その住民がアラブ人であったことは間違いない。ストラボンは、住民について、「バビロンから逃れてきた、カルデア人の亡命者たち」と表現しているが、別の箇所ではアラブ人だとも述べており、「交易のおかげで、ゲラの住民たちはアラブ人たちの中でも最も裕福な人々となっている」と述べている。他の典拠も、住民がアラブ人であることで一致している。また、ギリシャで発見されたペトログリフ（岩絵）にゲラのタイム・アル・ラトという人物から贈られたとされるものがあり、この名は間違いなくアラブ人の名である。